# Żywica benzoesowa

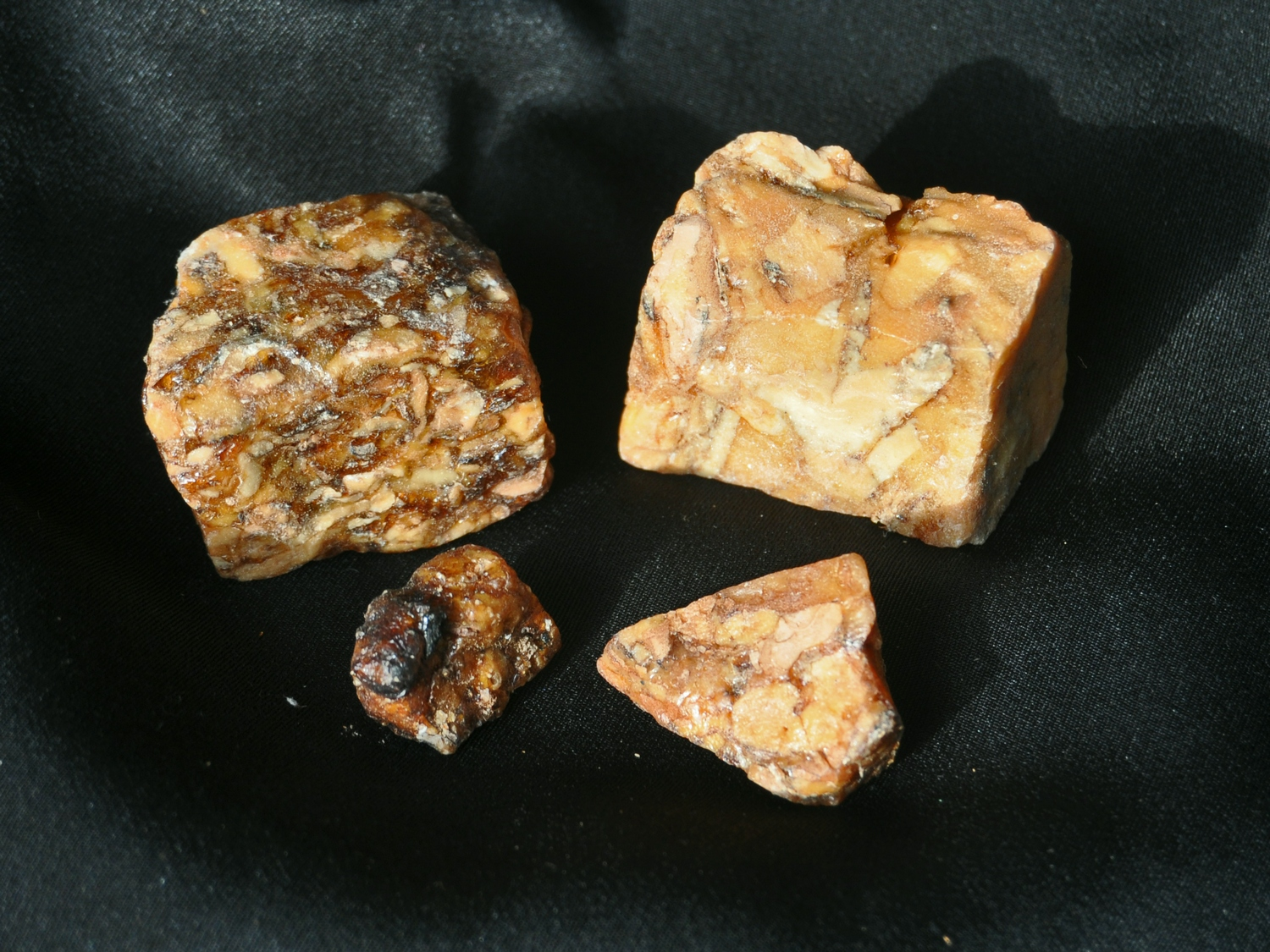
Styraks

Żywica benzoesowa, styraks, benzoes, będźwin, benzoin (śrdw.-łac. benzoë – żywica balsamiczna, styrax, benzoinum), zwany niepoprawnie gumą Benjamina (w związku z jego ang. nazwą Benjamin gum) – żywica balsamiczna pozyskiwana z naciętych pni drzew z rodzaju styrak (Styrax), głównie styraka benzoesowego S. benzoin oraz S. tonkinensis, rosnących w Azji Wschodniej i Indiach. Żywica benzoesowa bardzo szybko weszła w poczet surowców leczniczych używanych także w Polsce, o czym świadczy m.in. obecność w spisie inwentarza krakowskiej apteki Wojciecha Rzęczycy z 1566 r., cytowanym przez Stanisława Pronia w „Musaeum Poloniae Pharmaceuticum”. Kolejnym ważnym śladem potwierdzającym farmaceutyczne wykorzystanie żywicy jest monografia w „Pharmacopoeia Regni Poloniae” z 1817 r. Widnieje tam pod nazwą „Benzoë” wraz z synonimami „Asa dulcis” i „Benzoes”. Jak podaje pierwsza polska farmakopea, żywica ta pozyskiwana była z gatunku Styrax benzoë z Sumatry. Najciekawszych informacji o tym surowcu dostarcza nam jednak wspomniany już „Komentarz do VII wydania farmakopei austryjackiej”.
Głównym składnikiem styraksu jest kwas benzoesowy (25–55%) (a wbrew nazwie „benzoin”, nie występuje w nim benzoina), dzięki czemu ma zastosowanie w medycynie i farmakologii.
Zarówno sam styraks, jak i dym z jego spalania ma intensywną przyjemną woń, przypominający wanilię. Można oddzielić od niego olejek lotny. Jest z tego powodu surowcem perfumeryjnym, a także służy jako kadzidło. Stąd też styraks jest głównym składnikiem kadzideł kościelnych palonych w prawosławnych cerkwiach.